# Queluz (Portugal)
Queluz er en by i det vestlige Portugal, med et indbyggertal (pr. 2006) på cirka 107.000. Byen ligger i regionen Lissabon og er en satellitby til regionens og landets hovedstad Lissabon.